# Ђомаендред
Ђомаендред (мађ. Gyomaendrőd) град је у Мађарској. Ђомаендред је један од важнијих градова у оквиру жупаније Бекеш.
Ђомаендред је имао 14.375 становника према подацима из 2009. године.

## Географија
Град Ђомаендред се налази у средишњем делу Мађарске. Од престонице Будимпеште град је удаљен око 175 km југоисточно. Град се налази у источном делу Панонске низије, на реци Кереш. Надморска висина града је око 82 метра.

## Становништво
По процени из 2017. у граду је живело 15381 становника.
| 2011.  | 2017.  |
| ------ | ------ |
| 16.495 | 15.381 |

## Галерија
- Римокатоличка црква
- Калвинистичка црква
- Здање општине
- Спортски центар

## Партнерски градови
- Ајуд